# Euphylidorea
Euphylidorea är ett släkte av tvåvingar som beskrevs av Alexander 1972. Euphylidorea ingår i familjen småharkrankar.

## Dottertaxa tillEuphylidorea, i alfabetisk ordning[1][2]
- Euphylidorea adusta
- Euphylidorea adustoides
- Euphylidorea aequiatra
- Euphylidorea albipes
- Euphylidorea aleutica
- Euphylidorea aperta
- Euphylidorea auripennis
- Euphylidorea biterminata
- Euphylidorea brevifilosa
- Euphylidorea burdicki
- Euphylidorea caudifera
- Euphylidorea cherokeensis
- Euphylidorea columbiana
- Euphylidorea consimilis
- Euphylidorea costata
- Euphylidorea crocotula
- Euphylidorea dispar
- Euphylidorea epimicta
- Euphylidorea flavapila
- Euphylidorea fratria
- Euphylidorea frosti
- Euphylidorea fumidicosta
- Euphylidorea fuscovenosa
- Euphylidorea globulifera
- Euphylidorea insularis
- Euphylidorea iowensis
- Euphylidorea lineola
- Euphylidorea lutea
- Euphylidorea luteola
- Euphylidorea meigenii
- Euphylidorea microphallus
- Euphylidorea neadusta
- Euphylidorea nevadensis
- Euphylidorea nigrogeniculata
- Euphylidorea niveitarsis
- Euphylidorea novaeangliae
- Euphylidorea olympica
- Euphylidorea osceola
- Euphylidorea pacalis
- Euphylidorea paeneadusta
- Euphylidorea persimilis
- Euphylidorea phaeostigma
- Euphylidorea platyphallus
- Euphylidorea semifacta
- Euphylidorea similis
- Euphylidorea siouana
- Euphylidorea snoqualmiensis
- Euphylidorea stupkai
- Euphylidorea subadusta
- Euphylidorea subsimilis
- Euphylidorea tepida
- Euphylidorea terraenovae